# Anna Jenny Eva Maria Fransson
Anna Jenny Eva Maria Fransson (Karlstad, 1987. július 18. –) svéd szabadfogású női birkózó. A 2012-es birkózó-világbajnokságon aranyérmet, illetve a 2019-es birkózó-világbajnokságon ezüstérmet nyert a 72, valamint 68 kg-os súlycsoportban. A 2016-os nyári olimpiai játékokon Svédországot képviselte és bronzérmes lett a női szabadfogás 69 kg-os súlycsoportjában.

## Sportpályafutása
A 2019-es birkózó-világbajnokságon a legjobb 16 közé jutás során a török Buse Tosun ellen nyert 5-2-re. A nyolcaddöntők során a francia Koumba Selene Fanta Larroque ellen nyert 3-1-re. A negyeddöntőben a mongol Battszeszeg Soronzonbold volt az ellenfele, akit 6-5-re legyőzött. Az elődöntők során az ukrán Alla Kosztyantinyivna Cserkaszova volt az ellenfele, aki ellen 9-7-re győzött.
A 68 kg-os súlycsoport döntőjében az amerikai Tamyra Mariama Mensah volt az ellenfele. A mérkőzést az amerikai nyerte 8-2-re megnyerte, így Fransson ezüstérmet szerzett.
2020 júniusában metiltesztoszteron használata miatt a svéd antidopping bizottság első fokon négy évre eltiltotta.